# Teenage Mutant Ninja Turtles: The Hyperstone Heist
Teenage Mutant Ninja Turtles: The Hyperstone Heist i bland annat USA, i Japan kallat Teenage Mutant Ninja Turtles: Return of the Shredder, är ett TV-spel till spelkonsolen Sega Mega Drive. Spelet kom 1992 och är egentligen en omgjord version av spelet Teenage Mutant Ninja Turtles: Turtles in Time.  I denna version var tidsresekonceptet ersatt med en handling där Shredder använder Hyperstone för att krympa Manhattan till en burks storlek. Flera av banorna har scener från arkadspelet, men alla historiska referenser är borttagna och omgjorda för att passa det samtida samhället.

## Handling
- April O'Neil rapporterar från Ellis Island då plötsligt hon och andra åskådare ser Manhattan krympa mitt framför sina ögon. Shredder kopplar sedan in sig på radiovågorna och meddelar världen att detta "bara" var en demonstration av styrkan från Hyperstone, en kraftfull sten från Dimension X. Med Hyperstone i sina händer har han nu styrkan att erövra hela världen. Sköldpaddorna ger sig av för att stoppa honom.[1]

## Banor
Denna version har bara fem banor, och bossarna är inte på samma banor.
New York CityBanan är uppdelad i tre delar. Sköldpaddorna börjar i kloakerna, går omkring och slåss mot fotsoldater. Till slut når de en stege och går upp till gatan, en miljö som påminner om "Alleycat Blues" i originalspelet. Slutligen går de tillbaka till kloakerna, där vattenståndet nu stigit. Efter att ha slagit sig förbi fotsoldater och pizzamonster når sköldpaddorna första bossen, Leatherhead. Precis som i Turtles In Time attackerar han genom att slåss, vifta med svansen, kasta knivar och försöka springa på dem.
The Mysterious Ghost ShipBanan börjar med kloaksurfing, baserat på banan "Sewer Surfin'" i originalspelet. Sköldpaddorna når sedan ett spökskepp, vilket påminner om banan "Skull and Crossbones" i originalspelet. Efter denna nivå hoppar sköldpaddorna av och hamnar i en grotta, som påminner om banan "Prehistoric Turtlesaurus" i originalspelet. I slutet av grottan stöter sköldpaddorna på Rocksteady. Till skillnad från SNES-version har han här ingen sabel, utan maskingevär och granater. Han har i denna version dessutom inte ackompompanjemang av Bebop.
Shredder's HideoutEfter att ha lämnat grottan, befinner sig sköldpaddorna i en kinesisk stad, precis utanför Shredders gömställe. De kämpar sig genom gatorna, och bryter sig sedan in i Shredders gömställe tills de stöter på Tatsu, Shredders högra hand i den första och andra TMNT-långfilmen. Tatsu kallar in fler fotsoldater. Tatsu hoppar och kastar knivar på sköldpaddorna. Efter att ha fått ta emot en del stryk byter han taktik till att kasta knivar mot sköldpaddorna.
The GauntletEfter att ha lämnat Shredders gömställe befinner sig sköldpaddorna i en annan grotta. De måste slåss mot pizzamonster, och det blir returmöten med Leatherhead, Rocksteady, och Tatsu. Därefter kommer banans boss, Baxter Stockman. Baxter Stockman är inte muterad till fluga, som i Turtles in Time, utan är istället människa och åker i en luftfarkost, ungefär som den Krang använder på banan "Starbase" i originalspelet. Han har bara ett sätt att attackera, att släppa ner Mouser-robotar från farkosten.
The Final ShellshockBanans första del påminner om "Technodrome: Let's Kick Shell!" i SNES-versionen av Turtles in Time. Istället för Tokka och Rahzar möter dock sköldpaddorna Krang, i hans robot som han använder på banan "Neon Night-Riders" i originalversionen. Då sköldpaddorna därefter går in i hissen åker den i denna version nedåt istället för uppåt. Då de når bottenvåningen går de av och möter Shredder, muterad till Super Shredder, som var slutboss i SNES-version. I bakgrunden syns i denna version inte Frihetsgudinnan, eftersom Shredder inte stal den i denna version. I stället syns en röd och blå maskin i bakgrunden.

### Fotnoter
1. ↑  ”Teenage Mutant Ninja Turtles: The Hyperstone Heist (Genesis)” (på engelska). Mobygames. 11 mars 1992. http://www.mobygames.com/game/genesis/teenage-mutant-ninja-turtles-the-hyperstone-heist. Läst 1 december 2015.